# تاج بن سحاولة
تاج بن سحاولة ، المعروف باسم تاج بن صاولة باللهجة الجزائرية، من مواليد 1 ديسمبر 1954 بوادي برقش بولاية عين تموشنت ، لاعب كرة قدم جزائري سابق، قلب هجوم سابق لمنتخب الجزائر ولمولودية وهران.
لعب أيضا مع نادي لوهافر ونادي دونكيرك الفرنسيين، شارك في كأسي العالم 1982 بإسبانيا و1986 بالمكسيك وهو صاحب الهدف الثالث ضد الشيلي في كأس العالم 1982.

## نبذة تاريخية
ولد تاج بن سحاولة في مزرعة عائلته في بوادي برقش بولاية عين تموشنت على مرتفعات نواحي حمام بوحجر و سلسلة جبال تسالة. في عام 1958، إتطر أهله للخروج من هذه المنطقة التي كانت محظورة خلال حرب التحرير، وهجرت العائلة إلى حمام بوحجر. وكان عمر تاج بن سحاولة آنذاك أربعة سنوات حيث ترعرع في هذه البلدة منذ ذلك الوقت.

## إنجازات اللاعب

### شخصية
- صاحب الهدف الثالث ضد الشيلي في كأس العالم 1982 بإسبانيا

### مع النوادي
- بطل الدوري الفرنسي للدرجة الثانية عام 1985 مع نادي لوهافر

### مع منتخب الجزائر
- وصيف بطل كأس الأمم الأفريقية 1980 بنيجيريا
- مرتبة ثالثة في كأس أمم أفريقيا 1984 بكوت ديفوار
- ميدالية برونزية في ألعاب البحر المتوسط 1979 بسبليت
- مشاركة في دورة الألعاب الأولمبية 1980 بموسكو (الدور ربع النهائي).
- مشاركة في كأس العالم مرتين في 1982 بإسبانيا و1986 بالمكسيك